# 関市立桜ヶ丘小学校
関市立桜ヶ丘小学校（せきしりつ さくらがおかしょうがっこう）とは、岐阜県関市にある公立小学校。

## 校区
- 関市の中心部にある小学校であり、校区は神明町1-4丁目、明生町1-5丁目、寿町1・2丁目、春里町1-3丁目、弥生町1-4丁目、豊岡町1-4丁目、桜ケ丘1-3丁目、稲河町、稲河、宮河町1・2丁目、北天神1-3丁目、南天神1-3丁目、天徳町1・2丁目、鋳物師屋1-7丁目、平成通1・2丁目、鋳物師屋、肥田瀬の一部などであり、公立中学校の進学先は関市立桜ヶ丘中学校である[1]。

## 沿革
- 1981年（昭和56年） - 関市立旭ヶ丘小学校から分離し開校。